# 辛喬拉瓜火山

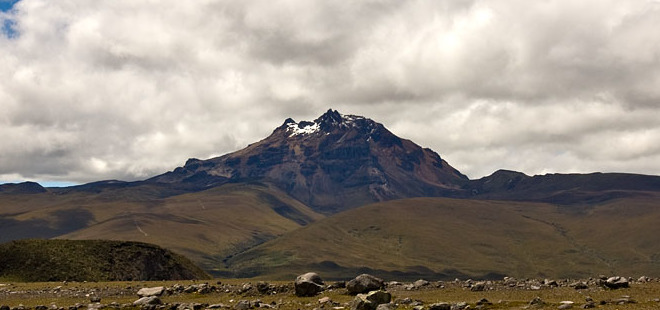

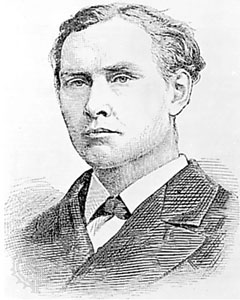

0°32′44″N 78°21′59″W / 0.54556°N 78.36639°W
辛喬拉瓜火山（西班牙語：Volcán Sincholagua），是厄瓜多爾的火山，處於科托帕希峰東北面17公里和基多東南面45公里，屬於安第斯山脈的一部分，海拔高度4,873米，最近一次火山噴發在1877年發生，人類在1880年首次登頂。